# Jochen Görgen
Jochen Görgen (* 12. Juli 1962 in Bergheim) ist ein ehemaliger deutscher Radrennfahrer.

## Sportliche Laufbahn
Görgen war Straßenradsportler. Er begann im Verein RSC Erftstadt 1976 mit dem Radsport. 1985 siegte er im Etappenrennen Schleswig-Holstein Rundfahrt. 1986 und 1988 gewann er das Eintagesrennen Enschede–Münster. 1987 gewann er das Rennen Cologne Classic und wurde er mit dem RC Olympia Dortmund Vize-Meister im Mannschaftszeitfahren (mit Hartmut Bölts, Bernd Gröne, Rajmund Lehnert). 1988 wurde er Dritter der Meisterschaft. 1988 gewann er die Brügelmann-Champion-Wertung, eine Jahreswertung für Amateure des Bundes Deutscher Radfahrer (BDR). 
Görgen wurde 1989 Berufsfahrer beim Team Stuttgart und wurde beim Sieg von Roland Günther Dritter der Deutschen Profi-Meisterschaft in der Einerverfolgung. 1991 und 1992 wurde er Dritter der Coca-Cola-Trophy. 1993 war er in der Rheder City-Nacht erfolgreich. Görgen bestritt mehrere Sechstagerennen. Der 2. Platz in Köln 1993 mit Jens Veggerby als Partner war dabei sein bestes Resultat.